# Тыльный обтекатель
Ты́льный обтека́тель — аэродинамическое устройство, предназначенное для уменьшения расхода топлива седельными автопоездами и другими наземными транспортными средствами. Устройство состоит из нескольких панелей (обычно — раздвижных), помещаемых на тыльной части прицепа (или задней стенке транспортного средства) и придающих ей клиновидную форму, что уменьшает аэродинамическое торможение, вызываемое разрежением воздуха позади движущегося транспортного средства.
Тыльные обтекатели являются одной из аэродинамических технологий, чья эффективность подтверждена Агентством по охране окружающей среды США. При изолированном использовании тыльные обтекатели обеспечивают экономию топлива на 1-5 %, тогда как совместное использование тыльных и боковых базовых обтекателей даёт экономию в 9 %.
По данным за 2009 год стоимость тыльного обтекателя составляла примерно 1400—2300 долларов США; срок окупаемости тыльных обтекателей составляет от 1 до 2 лет.

## История
Впервые подобное устройство запатентовал Джордж Кейпвелл в 1898 году. Его изобретение описывалось как «аэродинамическое устройство», которое «может прикрепляться к любому локомотиву, автомобилю или подобному транспортному средству».